# I bonbon di Lilly/Toto
I bonbon di Lilly/Toto è un singolo discografico de Il Piccolo Coro di Lilly, pseudonimo dei Pandemonium, pubblicato nel 1982.

## Descrizione
Il brani venne inciso nell'ottobre del 1981, secondo quanto scrive Mariano Detto nel libretto del CD Le sigle d'oro dei cartoni animati. Il brano I bonbon di Lilly, scritto da Andrea Lo Vecchio su musica e arrangiamento di Detto Mariano, era la sigla dell'anime I bon bon magici di Lilly. Toto è un brano strumentale scritto da Detto Mariano ispirato alla serie. Il brano non viene ufficialmente attribuito ad alcun esecutore. Entrambi i brani sono stati inseriti nella compilation Le sigle d'oro dei cartoni animati e in altre raccolte.

## Tracce
Lato A
1. I bonbon di Lilly – 3:05 (Andrea Lo Vecchio-Detto Mariano)

Lato B
1. Toto – 3:54 (Detto Mariano)